# Wettervåg
Wettervåg var ett svenskt passagerarfartyg som mellan 1983 och 1993 trafikerade Göta kanal. Fartyget levererades 1929 som Gulli från J W Bergs Varv & Mekaniska Verkstad på Hälsö till Charles Ericksson i Långedrag. Skrovet var av trä. Fartyget döptes 1982 om till Brommö och 1987 till Wettervåg.

| Fartygsdata | Vid leverans från varv | Idag        |
| ----------- | ---------------------- | ----------- |
| Längd öa    | 13,04 meter            | 16,07 meter |
| Bredd       | 5,33 meter             | 5,56 meter  |
| Djupgående  | 1,70 meter             |             |
| Brt/Nrt     | 25/- ton               | 52/15 ton   |

Fartygets ursprungliga huvudmaskin var en Skandia om 40 hk.
Den ursprungliga passagerarkapaciteten var 117 passagerare.

## Historik
- 1929 – Fartyget levererades till Charles Ericksson i Långedrag och sattes i trafik i Göteborgs södra skärgård på traden Långedrag-Asperö/Brännö.
- 1933 – Fartyget förlängdes vid Björkö Varv & Slip (Rickard Martinsson). Nya mått blev 15,43 x 5,38 x 1,72 meter. Nytt tonnage blev 31 brt och 14 nrt. Fartyget fick nu ta 145 passagerare.
- 1934 – En ny huvudmaskin installerades, en tvåcylindrig June-Munktell om 100 hk.
- 1958 – Fartyget byggdes om vid Önnereds varv och fick en ny styrhytt på båtdäck samt en modern skorsten.
- 1961 – En ny huvudmaskin installerades, en åttacylindrig Scania-Vabis om 150 hk.
- 1970 – 30 april. Fartyget köptes av Lars-Gunnar Gunnarsson och Göran Holmberg på Käringön för 60 000 kr. Fartyget sattes i trafik på traden Käringön–Hälleviksstrand.
- 1974 – 31 december. Trafiken upphörde och fartyget lades upp.
- 1975 – 17 juni. Fartyget köptes av Sigward Carlsson i Källö-Knippla för 24 000 kr.
- 1976 – 29 april. Fartyget köptes av Gunnar Augustsson på Dyrön för 40 000 kr och sattes i trafik på traderna Tjuvkil-Dyrön och Tjuvkil-Marstrand samt charter. Ny huvudmaskin, en sexcylindrig Volvo Penta om 200 hk, installerades.
- 1982 – 12 oktober. Fartyget överfördes till Gunnars Båtturer & Charter HB på Dyrön för 46 325 kr.
- 1982 – 12 november. Fartyget köptes av Mariestads Skärgårdstrafik HB i Mariestad för 115 000 kr. Det döptes om till Brommö. Renoverades vid Trellevarvet Jonsson & Co[4] på Kållandsö samt vid kajen i Mariestad.
- 1983 – Maj. Fartyget sattes i trafik på Göta kanal.
- 1987 – 15 maj. Fartyget köptes av HB Wetterns Båttrafik i Vadstena för 135 000 kr. Det döptes om till Wettervåg.
- 1987 – 15 september. Fartyget köptes av Lennart Rogsberg i Borghamn för 135 000 kr.
- 1993 – Fartyget köptes av Sven-Inge Nilsson i Umeå. Det lades upp vid Ön vid Umeå. -- Fartyget sjönk vid uppläggningsplatsen.[förtydliga]
- 2007 – 4 november. Försök att bärga fartyget gjordes med två bärgningsbilar som drog fartyget mot land. Då fartyget skulle dras upp på stranden höll inte skrovet och fören slets av.